# Stetten (Wolfsegg)
Stetten ist ein Gemeindeteil der Gemeinde Wolfsegg im Oberpfälzer Landkreis Regensburg von Bayern. Das Dorf liegt etwa einen km südöstlich des Ortes Wolfsegg.

## Geschichte
Stetten stand zuerst im Eigentum der Herren von Pettendorf und kam nach dem Aussterben des letzten Pettendorfers, Friedrich III., 1119 über seine Erbtochter Heilika an die Wittelsbacher. Stetten erscheint dann unter der Bezeichnung „Radewistetten“ (also als die Stätte eines Radewi) und wird am 3. April 1184 durch Pfalzgraf Friedrich an das Kloster Ensdorf übergeben. Die Vogtei gehörte nicht dem Hofmarksinhaber von Wolfsegg, sondern stand dem Kastenamt Lengenfelden zu. In einem Verzeichnis des Klosters Ensdorf von 1502  ist nur mehr von dem Ort „Stetten“ die Rede, in welchem ein Hans Schaller dem Kloster zugeordnet ist; der Besitzer des Hofes scheint aber ein Ulrich Lorel gewesen zu sein und der Hans Schaller nur ein Erbrechtler.  Nach der Auflösung des Klosters im Zuge der Reformation wird der Hof 1523 von Herzog Ottheinrich von Pfalz-Neuburg an den damaligen Hofmarksherrn Leonhard von Eck verkauft und von diesem dauerhaft der Hofmark Wolfsegg eingefügt. Stetten war aber kein eigenständiges Lehen, sondern war „eigentümlicher“ Besitz des Burgherrn. Von diesem Hof zu Stetten waren der Zweidrittelzehent nach dem Kastenamt Lengenfeld und der Eindrittelzehent an die Pfarrei Duggendorf zu entrichten. 1538 hatte Leonhard von Eck mit dem Landrichter von Burglengenfeld einen Streit, weil ihm dieser die Hofmarksgerechtigkeit (und damit die niedere Gerichtsbarkeit) über Stetten in Abrede stellen wollte. Für den Stettener Hof hatte der Hofmarksherr die allgemeine Landsteuer zu entrichten, die für das Jahr 1564 1 fl und 7 ½ Kreuzer betrug.

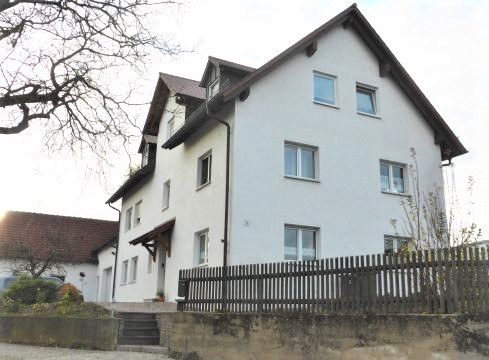
Stettenhof, später „Mandl“ (heute Wolfsegger Str. 16)

Stetten verdankt seine Gründung vermutlich einer „nicht versiegenden“ Quelle. Diese wurde später in einen Brunnen gefasst, aus welchem sich die Wolfsegger Wasser holen konnten. 1882 wurde das Wasser sogar in den Ort heruntergeleitet. Das Überlaufwasser aus dem Grander lief über eine Wiese Richtung Dillen. In Stetten befindet sich noch heute der Hochbehälter für Wolfsegg, das Wasser kommt jetzt aber von Pettendorf.
Der „Stettenhof“ (heute Wolfsegger Straße 16) wurde von den Hofmarksherren „bestandsweis“ an einen Stifter oder Pächter vergeben, Mitte des 16. Jahrhunderts war dies ein Wolf Rayd. Unter der Pfandherrschaft des Hans III. Thumers hatte dieser Pächter viel zu leiden: Er hatte 1556 zuerst 2 fl Pacht und für ein Schaff Habern 4 fl zu leisten. Im Stiftverzeichnis des Thumers von 1570 werden die Abgaben erhöht, der Pächter verließ darauf den Hof (für den notwendigen „Los- und Weglasszettel“, ohne den ein Untertan seinen Wohnsitz nicht verändern durfte, forderte der Burgherr übermäßig viel, nämlich 1 fl und ein Kalb) und der Hof wurde an den Freistifter Lienhart Merkl vergeben. Nach dem Dreißigjährigen Krieg lag der Hof öd, wurde aber 1650 durch den Beständer Wolf Banz wieder erbaut. Am 17. September 1694 verkaufen Michl Scherer und Barbara seine Frau den halben Stettenhof (heute Kieferstr. 2) an Lorenz Aichhammer von Eglsee (heute Brunn bei Laaber) und seine Frau Margareth. Durch weiter Grundverkäufe dieser beiden Höfe entwickelte sich der Ort Stetten.
1908 wohnten hier (zusammen mit Maisthal) 74 Personen. 1964 waren hier 90 Einwohner und 18 Wohngebäude. 2014 lebten hier 101 Personen und es stehen nun 50 Häuser.

## Maisthal
In früherer Zeit war das Maisthal ein eigenständiger Teil von Stetten, wobei die dortigen Häuser entlang des heutigen Buchenweges durch Grundverkäufe der beiden Stettener Bauern zustande gekommen waren. Hier lag früher ein dichter Holzbestand, welcher der Hofmarksherrschaft gehörte. Die Bezeichnung „Maisthal“ stammt von dem spätmittelhochdeutschen meiz(z) oder maiz ab, was so viel wie Holzabtrieb bedeutet. Hier verlief die Grenze zwischen dem Stettener Hof (Stetten Haus Nr. 1, zuerst zum Kloster Ensdorf gehörend) und der Hofmark Wolfsegg. Ende 1966 wurde vom Gemeinderat Wolfsegg eine Bürgerbefragung darüber angehalten, ob der Gemeindeteil „Maisthal“ weiterhin so heißen soll oder wegen der Verschmelzung mit Stetten nur mehr Stetten genannt werden soll; aufgrund des Meinungsbildes entschied man sich für die gemeinsame Bezeichnung „Stetten“. Heute besteht die Bezeichnung „Maisthal“ nur mehr für den am Ortsrand gelegenen Maisthaler Weg bzw. für die Baugebiete „Maisthaler Feld“ und „Maisthal-Sillen-Burgblick II“.